# El Perdido
El Perdido (Originaltitel: The Last Sunset) ist ein US-amerikanischer Western aus dem Jahr 1961 von Robert Aldrich mit Rock Hudson und Kirk Douglas in den Hauptrollen. Das Drehbuch basiert auf dem Roman Sundown at Crazy Horse von Howard Rigsby.

## Handlung
Dana Stribling verfolgt Brendan O’Malley, der Danas Schwager ermordet hat, nach Mexiko. Er findet O’Malley, der für den wenig trinkfesten Rinderzüchter John Breckenridge arbeitet. Dieser will eine Rinderherde über die Grenze nach Texas in die Stadt Crazy Horse treiben lassen. O’Malley versucht erfolglos, eine vor 16 Jahren begonnene Affäre mit Breckenridges Frau Belle weiterzuführen.
Um O’Malleys Spur nicht zu verlieren, lässt sich Stribling als Viehtreiber einstellen. Er warnt O’Malley vor, dass er ihn festnehmen wird, sobald die Grenze überschritten ist. Beiden ist klar, dass es auf ein Duell hinauslaufen wird. Kurz nachdem der Treck gestartet ist, wird Breckenridge bei einem Streit im Saloon erschossen. Stribling und O’Malley erschießen seinen Mörder und übernehmen zusammen mit Belle die Führung des Trecks.
Die Tage vergehen, und Stribling und Belle verlieben sich. Gleichzeitig stellt Belles 15-jährige Tochter Missy O’Malley nach. Der Rio Grande, der Grenzfluss zu Texas, wird erreicht. Belle will aus diesem Anlass eine Feier abhalten. Missy trägt eines der Kleider ihrer Mutter, was O’Malley an die lange zurückliegende Affäre mit Belle denken lässt. Schließlich gibt er den Avancen der jungen Frau nach. Doch Belle klärt ihn in Crazy Horse auf, dass Missy seine Tochter ist, und versetzt ihm damit einen Schock. Er tritt Stribling in dem anstehenden Duell bewusst mit seiner ungeladenen Derringer-Pistole gegenüber und lässt sich von ihm erschießen.

## Synchronisation
Die deutsche Fassung entstand in den Studios der Berliner Synchron GmbH Wenzel Lüdecke in Berlin. Das Dialogbuch schrieb Hugo Schrader, der auch für die Regie verantwortlich war.
| Rock Hudson      | Dana Stribling               | Rainer Brandt   |
| Kirk Douglas     | Brendan O’Malley             | Arnold Marquis  |
| Dorothy Malone   | Belle Breckenridge           | Inge Landgut    |
| Joseph Cotten    | John Breckenridge            | Claus Holm      |
| Carol Lynley     | Melissa „Missy“ Breckenridge | Marianne Lutz   |
| Neville Brand    | Frank Hobbs                  | Rüdiger Renn    |
| Regis Toomey     | Milton Wing                  | Benno Hoffmann  |
| Rad Fulton       | Julesburg Kid                | Kurt Jaggberg   |
| Adam Williams    | Calverton                    | Gerd Martienzen |
| Jack Elam        | Ed Hobbs                     | Heinz Palm      |
| John Shay        | Bowman                       | Hans Wocke      |
| Margrito de Luna | Jose                         | Gerd Duwner     |

## Kritik
- Das Lexikon des internationalen Films über den Film: „Ein Starfilm mit allen Reizen seines Genres.“[2]
- Die Filmzeitschrift Cinema schrieb, „Regisseur Robert Aldrich […] fand das Skript von Dalton Trumbo […] unausgegoren. Dennoch gelang den beiden das Kunststück, ein Actionabenteuer mit der moralischen Tiefe antiker Tragödien zu veredeln“ und zieht das Fazit: „Ein Western, abgründig wie der Grand Canyon“.[3]
- Bosley Crowther von der New York Times bezeichnet den Film als Routineprodukt, das es nicht wert sei, dass man viel Geld ausgibt, um es zu sehen.[4]
- Dave Kehr vom „Chicago Reader“ hält den Film für einen befremdenden, nachdenklichen Western, dessen Drehbuch eine klassische Tragödie anstrebe, während Aldrichs wunderbar aufrüttelnde Nutzung der Landschaft die Dinge wieder relativiere.[5]

## Auszeichnungen
Bei der Verleihung der Laurel Awards belegte Kirk Douglas 1962 den vierten Platz in der Kategorie Top Action Performance.

## Hintergrund
- Die Uraufführung fand am 7. Juni 1961 statt. In Deutschland erschien der Film erstmals am 19. Oktober des gleichen Jahres. Gedreht wurde im mexikanischen Bundesstaat Aguascalientes.
- Kirk Douglas war Co-Produzent (Bryna Productions) des Films. Er und Drehbuchautor Dalton Trumbo hatten vorher schon bei Spartacus zusammengearbeitet.
- O’Malley singt an einem Abend zusammen mit ein paar Mexikanern das Lied Cucurrucucú paloma. Dieses Lied hat im 19. Jahrhundert noch nicht existiert, es wurde erst 1954 von Tomás Méndez komponiert.